# 罗斯海支队

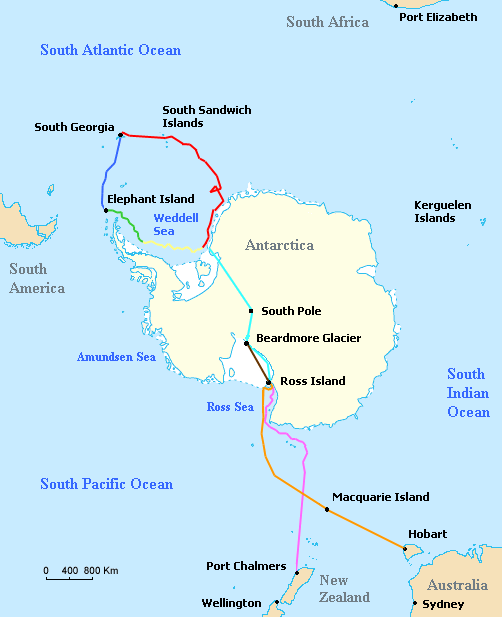
坚忍号、詹姆士·凯尔德号、极光号航海路线图，罗斯海支队建立陆上补给站路线图，沙克尔顿率领的威德尔海支队原定于1914年至1915年横跨南极大陆的路线图：
坚忍号航海路线
坚忍号漂流路线
坚忍号沉没后海冰漂流路线
詹姆士·凯尔德号航海路线
原定跨越南极路线
极光号南极之旅路线
极光号漂流及撤回路线
补给站设置路线

罗斯海支队是1914年至1916年间欧内斯特·沙克尔顿爵士领导的大英帝國橫越南極遠征（1914年－1917年）所属队伍，主要任务是在罗斯海至比尔德摩尔冰川的罗斯冰架上沿着早期南极探险路线建立一系列补给站。沙克尔顿率领的主队将在南极洲对面的威德尔海着陆，经由南极点穿过整个大陆再抵达罗斯海。由于主队不可能携带全程所需的燃料和补给品，因此罗斯海支队建立的补给站至关重要，可以支援队伍后期的旅程。
1914年8月沙克尔顿乘着坚忍号（Endurance）从伦敦出发驶向威德尔海，同时罗斯海支队的成员在澳大利亚会合，将乘坐蒸汽艇极光号前往罗斯海。一些组织上和财政上的问题使得罗斯海支队的出发时间推迟到1914年12月，这也缩短了第一阶段建站的可用时间。到达南极洲后由于经验不足队伍在冰上的行进变得十分艰难，途中损失了不少雪橇犬。而在南半球冬季刚开始的时候队伍又遭受了更大的不幸：极光号被一场暴风雪刮离锚地然后不知去向，海岸部陷入孤立无援的境地。
尽管如此罗斯海支队还是克服了内部意见分歧、极端的天气、疾病以及三名成员遇难等问题，成功在第二建站时期完成了既定任务。然而他们的成功最后却毫无意义，因为沙克尔顿带领主队在威德尔海撞到了海冰上无法着陆。虽然沙克尔顿最终把他的船员都带到了安全地带，但是横跨任务中断，罗斯海支队建立的补给站也因此成为徒劳。罗斯海支队在此后一直滞留在该地，直到在新西兰得到整修的极光号在1917年1月将其营救出来。罗斯海支队所做的努力渐渐得到公众认可，4名幸存队员及2名丧命的队员均获授阿尔伯特勋章。沙克尔顿后来写道：“（这些逝去的人）为祖国做出的贡献可以比肩在法国或佛兰德斯献身的人”。

## 背景
在罗尔德·亚孟森于1911年12月成功征服南极后，曾同样渴求该成就的沙克尔顿不得不重新审视自己的极地目标，他认为“南极之旅还存在着一个重大的目标，即横跨南极大陆”。基于苏格兰探险家威廉·斯皮尔斯·布鲁斯的计划，他形成了自己的策略，沙克尔顿计划将主力探险队尽可能地在更靠南的地方即威德尔海沿岸着陆。他横跨大陆的探险队在跨过南极高原，经由比尔德莫尔冰川（由沙克尔顿于1909年发现）下降至大冰障前先向南前进到达南极点，最后跨过冰障将抵达罗斯海沿岸的麦克默多湾。
沙克尔顿估计此次横跨的总距离将近1,800英里（2,900），全程不可能携带全部的补给物品。因此为了支援主力探险队，另外一个队伍即罗斯海支队将于麦克默多湾着陆，在广度为400英里（640）的大冰障上建立一系列的补给站协助横跨探险队返航。罗斯海支队也会实施一些科学考察。沙克尔顿认为建立补给站对整个行动的成功有着至关重要的作用，但他并未料到在实践中会有任何重大困难。罗斯海支队将搭乘极光号，而极光号此前刚由道格拉斯·莫森和澳大利亚南极探险队使用。

## 人员

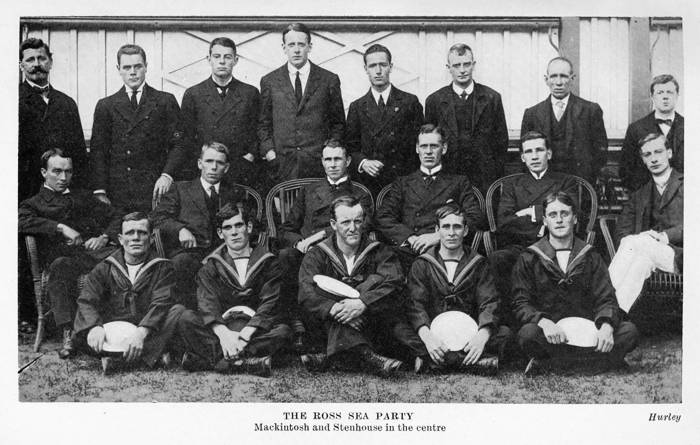
罗斯海支队成员：后排左起依次是乔伊斯、海沃德、科普、斯潘塞-史密斯，中间左起第三个是麦金托什、第四个是斯滕豪斯。

沙克尔顿首先说服海军部给自己配备一名海军船员，随后指令埃尼亚斯·麦金托什（Aeneas Mackintosh）领导罗斯海支队。和沙克尔顿一样，麦金托什是前商船队的一名军官，曾参加过宁录号的探险，直到在一次意外事故中失去右眼才被迫中断。另一名宁录号上的老兵--欧内斯特·乔伊斯（Ernest Joyce），被任命掌管雪橇和狗，而他的南极之旅早在罗伯特·斯科特船长的发现号探险时期便已开始。给沙克尔顿作传的罗兰·亨特福德将乔伊斯描述为“一个骗子的综合体，既浮华自傲又富有能耐”，不过乔伊斯在宁录号探险（尼姆罗德探险）时建造补给站的表现给沙克尔顿留下了深刻印象。欧内斯特·怀尔德（Ernest Wild）是皇家海军的一个士官，他能参加到该支队来可能是由于哥哥弗兰克·怀尔德（Frank Wild）的劝说，因为弗兰克在沙克尔顿直接率领的坚忍号上担任副指挥官。
一些人员的任命相当仓促，可以看出沙克尔顿用于初期组织的时间很有限。约瑟夫·斯滕豪斯（Joseph Stenhouse）是英属印度轮船航运公司的一名年轻长官，从澳大利亚返回伦敦与沙克尔顿会面后便被任命为极光号的大副。阿诺德·斯潘塞-史密斯（Arnold Spencer-Smith）是苏格兰圣公会的一名牧师，也曾任校长，他作为替补加入进来，因为原定的一名成员投身一战去了。维克托·海沃德（Victor Hayward）是伦敦的一名财务职员，富有冒险精神，凭着曾在加拿大某农场的工作经历也被招募进队。
尽管罗斯海支队的主要目的是建立补给站，沙克尔顿也需要一组科学家在南极地区进行生物、气象和地磁学的调查研究。首席科学家是亚历山大·史蒂文斯，苏格兰人，地质学家，曾经也研究过神学。约翰·科普是一名21岁的剑桥大学毕业生，是探险队的生物学家，自称是学医的学生，后来在船上作为外科医生。在澳大利亚时又招了两名科学家，分别是物理学家迪克·理查兹（Richard W. Richards）和工业化学家基思·杰克，前者是因所谓的每周1英镑的报酬而报名的。斯潘塞-史密斯的一个澳裔表弟欧文·加泽则作为助理加入团队。

## 在澳大利亚遇到的问题
1914年10月下旬，麦金托什和罗斯海支队的主要成员抵达悉尼。但他们震惊地发现极光号根本不适于南极之行，需要彻底的大修。另外当初沙克尔顿从莫森手中接收极光号时显然误解了条款，即使是将船只登记到沙克尔顿名下一事也没妥善地完成。莫森据有了船上大部分的设备和物资，所以像基本的航海仪器、居住舱等必需品都需要重新更换。使问题更加严重的是沙克尔顿把交给麦金托什的航海基金从2000英镑削减到1000英镑，不够的只能指望麦金托什募集一些作为免费礼物的供给品并且抵押船只。这样也没有现金可支付队员们的工资或生活费。
沙克尔顿正乘着坚忍号前往南极，如今已遥不可及。澳大利亚本土上赞助此次探险的人（尤其是埃奇沃斯·大卫（Edgeworth David），曾是宁录号探险队中的首席科学家）对麦金托什率领的队伍所面临的困境十分关切，并帮助筹集到充分的资金，但还是有数名成员中途退出了此次冒险活动。最后时刻替补上来的一些人员都是新手，如作为大管轮的阿德里安·唐纳利（Adrian Donnelly），原先是机车工程师，没有航海经验；无线电操作员莱昂内尔·胡克（Lionel Hooke），当时还只是一个18岁的电力学徒。
尽管面临这些困难，极光号还是于1914年12月15号顺利从悉尼出发，当月20号抵达荷巴特为南行作最后的准备，装备所需的物资和燃料。12月24号，即在原定起航日期的三周后，极光号终于开始向南极进发并于1915年1月16号到达罗斯岛附近海域。麦金托什决定在埃文斯角建立一个海岸基地，这里曾是罗伯特·斯科特1910—1913年率领的新地号探险队的大本营，并在附近为极光号找到一个冬天停泊的安全地点。

## 建站的第一阶段（1914—15）

### 建立补给站（1915年1月至3月）
麦金托什认为沙克尔顿可能会在第一阶段尝试跨越便决定即刻着手建立两个补给站，一个位于南纬79度，靠近大冰障上一个极为显著的地标—明纳海崖，另一个位于南纬80度的标记处。在他看来为了保证沙克尔顿的队伍成功跨越大冰障这些是最起码的准备。由于极光号到达南极的日期比预计的晚，因而几乎就没有时间让狗和一些未受训练的队员适应当地的条件，这也导致队里对如何开展建站工作产生了分歧。欧内斯特·乔伊斯是当时队里南极探险经验最丰富的人，他主张小心谨慎，至少一周后再开始工作。乔伊斯声称沙克尔顿赋予他对雪橇事物的独立控制权，但麦金托什不以为然，后来乔伊斯的话也被证实毫无依据。
麦金托什的主张最后被采纳，罗斯海支队的第一个小分队在1915年1月24号开始向大冰障进发，另外两个分队在第二天紧随其后。麦金托什和乔伊斯之间又产生了新的分歧，即要将狗队拉倒何处。乔伊斯认为狗队到达明纳海崖就可以了，但麦金托什迫切地希望狗队到达南纬80度的地方。另外利用机动拖拉机拖运物资的尝试也失败了。尽管最终在明纳海崖和80度地区都建立了补给站，但整个过程都是困难重重：并不是所有的物资都运到了补给站，计划运往80度补给站的220英磅（100）食物和燃料只有135英磅（61）真正运到了补给站。机动拖拉机也不理想，回程中原先的10只狗全都死掉了。3月25号，三个分队在哈特角会合，所有人都疲惫不堪又饱受冻害，对麦金托什的信心也大大下降。由于麦克默多湾的海冰情况，整支队伍无法返回到埃文斯角，所以一直搁浅到6月1号，在这艰苦的条件下大家以捕猎海豹为食，靠鲸脂补充燃料。
后来显示在第一阶段建立补给站的工作以及所经受的困难都是不必要的。1914年12月5号（即坚忍号从南乔治亚岛出发驶向威德尔海的日子）沙克尔顿从南乔治亚岛致信给《每日纪事报》的欧内斯特·佩里斯，他说自己不可能在第一阶段完成横跨任务。这一消息本应告知麦金托什，但是“电报一直没有送出”。

### 极光号的丢失

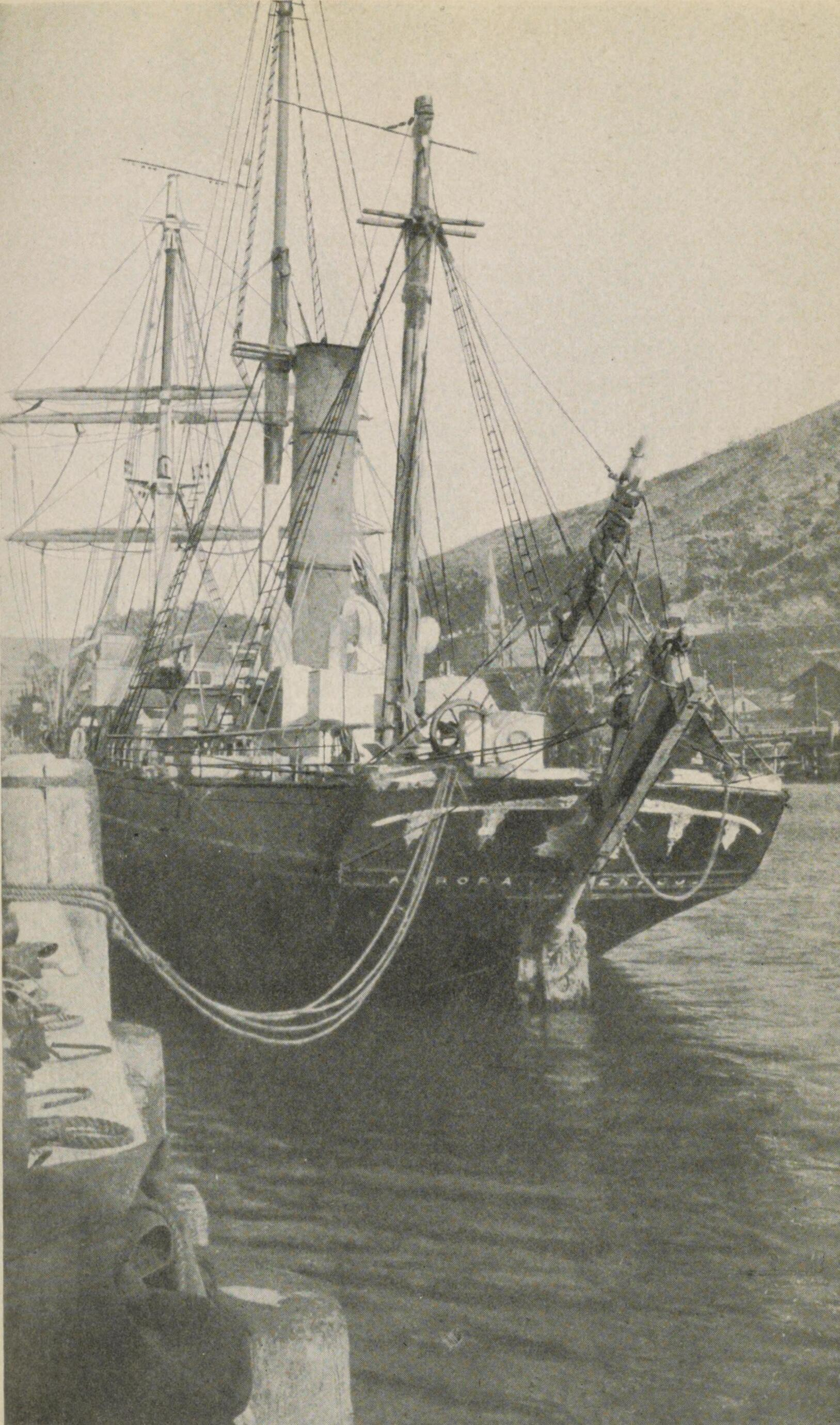
极光号漂流后在新西兰拍摄的照片

当麦金托什率领建站分队于1915年1月25号离开时他将极光号交到大副约瑟夫·斯滕豪斯手中。斯滕豪斯的主要任务就是按沙克尔顿的指令寻找到一个过冬的停泊地而不要试图在处于埃文斯角和哈特角之间的冰质突出物—冰舌的南部下锚。这次寻找最终是一段既漫长又危险的过程。斯滕豪斯驾着极光号在麦克默多湾里找了几日，最终决定在靠近埃文斯角海岸基地的地方过冬。3月11日驶到哈特角接到建站分队4名早归的队员后，斯滕豪斯把船开到埃文斯角，并用锚和绳索将之牢牢固定，此后就导致了船被冻到岸冰里。
5月7号的晚上突然起了狂风，极光号被迫刮离锚地，被带到跟一块浮冰相连的海域中。虽然尝试通过无线电联系海岸上的队员但是失败。由于紧紧与浮冰相连发电机也出现故障，极光号开始不断漂离埃文斯角，接着漂出了麦克默多湾进入罗斯海，最终到达了南大洋。10名成员被滞留在埃文斯角海岸上。在1916年2月12号，极光号终于摆脱了海冰向新西兰漂去，并于4月2号抵达。

### 摆脱困境的自力更生
由于麦金托什原打算将极光号作为所有人的住处，所以当它漂走的时候大部分的食物、装备和燃料都在船上。尽管提供给沙克尔顿补给站的物资全都用雪橇运上岸，但是当时滞留下来的十人除了身上的衣服外一无所有。麦金托什在总结他们的境遇时这样说：“我们很可能在这里无依无靠地渡过两年，在此之前我们不能期待有救援来到，因此我们必须力行节制，探寻一切能得到的替补品”。他们首先找到了先前斯科特和沙克尔顿探险时留下来的物资，有食物，也有可制成衣服、鞋子和装备的材料。另外他们也用海豹肉和鲸脂补充食物和燃料。乔伊斯用斯科特的探险队留下的巨大的帆布帐篷制成时尚的衣服；欧内斯特·怀尔德用木屑、茶叶、咖啡和一些干草药进行混合制成了香烟。通过如此种种方法大家为即将来临的第二阶段雪橇之旅做好了准备。在8月的最后一天麦金托什在日记中总结了这个冬天大家所做的工作，最后写道，“明天我们将向哈特角出发”。

## 建站的第二阶段（1915—16）

### 霍普山之旅
第二阶段的工作计划分为三个步骤。首先要将所有重3,800英磅（1,700）的补给物资从埃文斯角运到哈特角。然后这些物资再从哈特角运送到明纳海崖的基站。最后继续向南进发，巩固南纬80度的补给站，并分别在81度、82度、83度处以及在位于南纬83°30'靠近比尔德摩尔冰川山脚的霍普山建立新站。

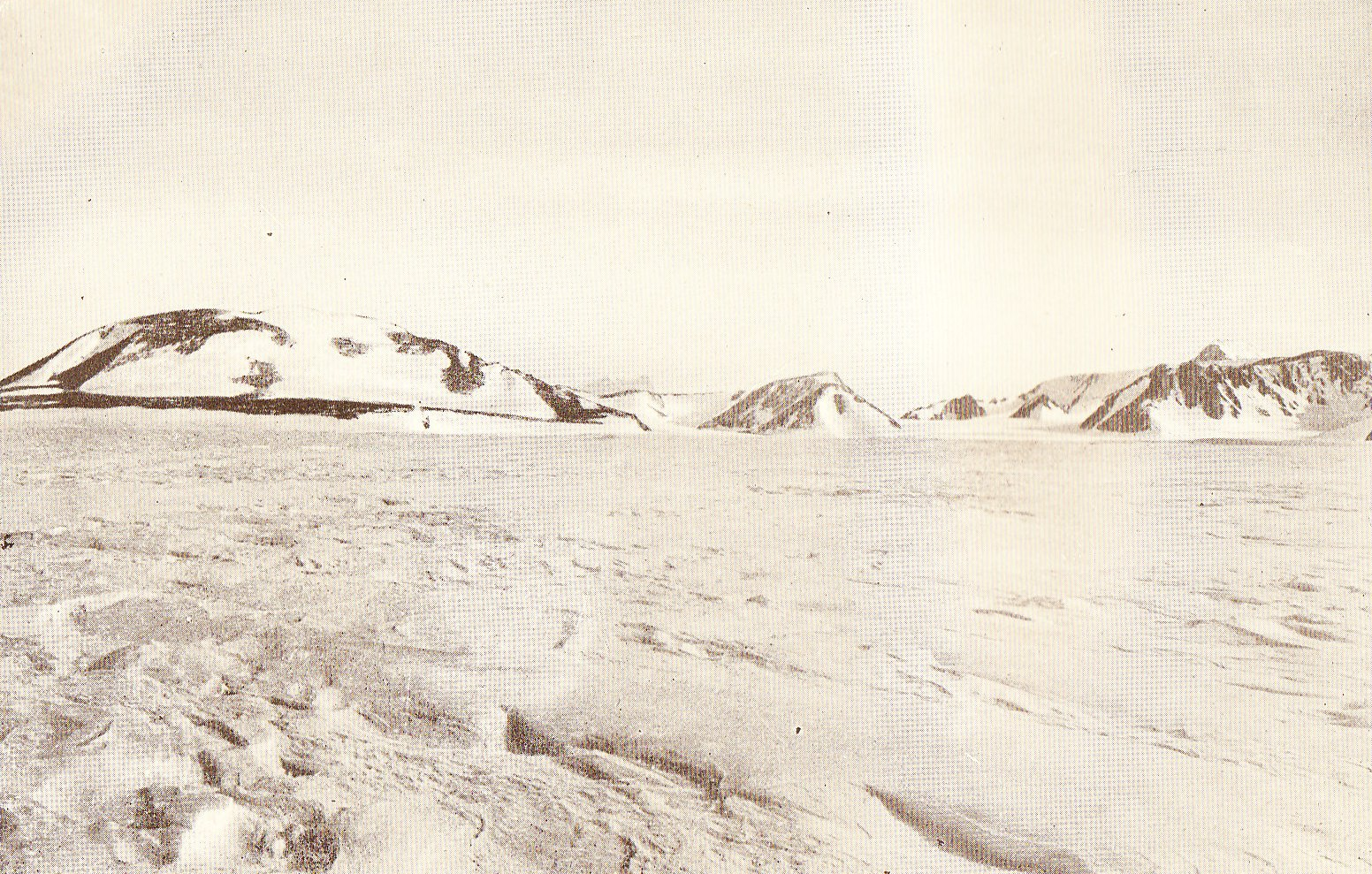
左边是霍普山，罗斯海支队建立最后一个补给站的所在地

三支分队总共派出9名队员完成雪橇搬运任务。第一阶段的任务是将物资沿冰面搬运至哈特角，开始于1915年9月1号并且在月底顺利结束。第二阶段需要在哈特角和明纳海崖之间来回搬运物资，但此时出现很多难题：天气恶劣，冰面难行，麦金托什和乔伊斯之间又出现了更多的意见分歧。麦金托什主张用人力拖拉，而乔伊斯想要用上4只健康的狗来拉物资，他们总共有6只狗度过了冬天，其中2只怀孕了不能工作。麦金托什允许乔伊斯按自己的想法带领六人加上几只雪橇狗组成队伍去工作，而麦金托什和怀尔德、斯潘塞-史密斯一起用人力拖运。事实证明乔伊斯的方法更有效，运送的物资更多，人也更轻松。明纳海崖处的补给站最终在12月28号建成。
1916年1月1号，大家又向霍普山出发。不久后一个火炉出了故障，3名队员（分别是科普、杰克和加泽）被迫返回埃文斯角与科学家史蒂文斯会合，当时史蒂文斯留在基地做气象实验并等候船只的消息。剩下的6名队员继续向南滑，当中斯潘塞-史密斯的健康每况愈下，而麦金托什也不断抱怨自己的膝盖疼。他们在艰苦的条件下继续建站任务，自己尽可能得省吃少用，但让狗吃得饱饱的，因为乔伊斯说，“狗是我们唯一的希望，我们要活下去就得靠他们”。当他们抵达霍普山附近时，斯潘塞-史密斯终于倒下，不能再继续前进了。其他人把他放在一个小帐篷里然后继续剩下的路，终于在1916年1月26号建立了最后一个补给站。欧内斯特·怀尔德给自己的哥哥弗兰克写了一封信，他想着哥哥应该正随沙克尔顿从地球对面的威德尔海驶来。

### 返回
队伍于1月27号开始返回，29号接上了斯潘塞-史密斯，斯潘塞-史密斯已经不能行走，只能躺在雪橇上被拖着走。麦金托什很快也拉不动雪橇，只能在一旁摇摇晃晃地走；此时事实上的领导权已经转到乔伊斯和理查兹手中。乔伊斯在总结当时的情况时说，“我从未听闻过如此骇人的状况。这是我们搬运物资以来最难的时刻之一……我们能做的仅仅是竭尽全力，并用最快的速度艰难前进”。

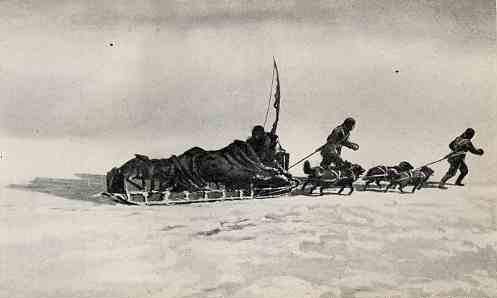
麦金托什和斯潘塞-史密斯在雪橇上被乔伊斯和怀尔德拉着

尽管如此队伍还是在不断前进，直到2月17号一场暴风雪将他们困住，此时他们距离明纳海崖的补给站大约10英里（16）。他们在帐篷里待了5天，所有的物品都用完了。抱着孤注一掷的想法，队伍第二天离开帐篷，但是很快麦金托什和斯潘塞-史密斯都不能继续上路了。二人被留在帐篷中，由怀尔德照料，乔伊斯、理查兹和海沃德则冒着风雪到达补给站。一来一回的过程仅约20英里（32），他们却用了整整一个星期。他们带着食物和燃料返回，整个队伍又继续上路了。不久后麦金托什和斯潘塞-史密斯一样都躺到了雪橇上，海沃德也倒下了。仍在前进的三个人也已经很虚弱，拉不动三个行动不便的人一起走，于是3月8号麦金托什主动提出留在帐篷里，剩下的人拉着斯潘塞-史密斯和海沃德前去哈特角。一天后精疲力竭又苦于坏血病的斯潘塞-史密斯去世，斯潘塞-史密斯被埋在了冰下。乔伊斯和怀尔德带着海沃德在3月11号抵达哈特角，两人再返回去接麦金托什。3月16号，幸存下来的所有人都到达了哈特角。
自1915年9月1号从埃文斯角搬运物资开始到所有幸存队员抵达哈特角为止，一共历时198天，这是截至那时所有探险活动中耗时最长的雪橇之旅。

### 麦金托什和海沃德之死
吃过一顿海豹肉之后五名幸存者慢慢恢复了力气。由于海冰太薄他们不敢贸然前往埃文斯角，但单调的食物和周围环境使他们感到很厌倦。5月8号，麦金托什决定和海沃德冒一次险，尝试沿着冰走回埃文斯角。尽管同伴强烈反对他们还是离开了，一个小时内便消失在暴风雪中。风雪后其余人出去寻找二人，但是沿着痕迹只来到了一块破冰的边缘。麦金托什和海沃德从此便再无消息。或许他们掉下了薄冰，或许他们在浮冰上被带到了海里。理查兹、乔伊斯和怀尔德又等到15号才开始返回埃文斯角，虽然期间遇到一次月偏食路上光线暗淡，但最终还是和史蒂文斯、科普、杰克以及加泽重聚。

## 营救

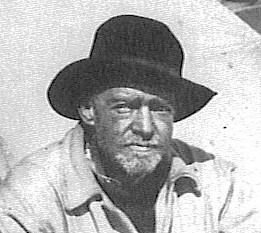
大英帝国横跨南极探险队时期的欧内斯特·沙克尔顿

1916年4月极光号到达新西兰后斯滕豪斯开始集资用于修缮船只，并准备返回到南极去营救陷入困境的队员们。这段过程显得相当艰难：自从坚忍号于1914年12月离开南乔治亚岛后沙克尔顿便音讯全无，看样子两边的探险队都需要救援队前去帮助。然而大英帝国横跨南极探险队却是相当缺钱，而且显然没有其他资金来源。鉴于极光号离开澳大利亚后财政状况一直很混乱也很难找到私人赞助者，最终澳大利亚、新西兰和大英帝国三国政府同意共同出资修缮极光号，但是前提是成立一个联合委员会，并且委员会对探险队的营救享有绝对控制权。
5月31号，沙克尔顿抵达福克兰群岛，他在威德尔海丢失坚忍号后逃亡的故事也随之传开。沙克尔顿的首要任务是营救滞留在象岛上的威德尔海支队的其余成员，而且12月初他才到达新西兰。他没赶上组织对罗斯海支队的营救任务；联合委员会委任约翰·金·戴维（John King Davis）领导救援探险队，并解雇了斯滕豪斯和极光号上原先的其他人员。戴维斯是莫森刚刚领导的澳大利亚探险队中的一名老手，1914年沙克尔顿曾邀请他领导坚忍号或极光号但被拒绝。由于沙克尔顿的影响力，他被允许作为后备人员随着极光号于12月20号一同出发。1917年1月10号，当极光号抵达埃文斯角时幸存者们惊讶地发现沙克尔顿竟然也在船上，同时他们也第一次意识到自己所做的工作都是徒劳的。花了一周搜寻麦金托什和海沃德的尸体无果后极光号载着原先海岸部队仅剩的7名幸存者向北返回新西兰。

## 后记
发现号和新地号探险时的所建的哈特角小屋和埃文斯小屋都保存了下来，受到南极遗产信托机构和新西兰政府的保护。在埃文斯角的小屋里理查兹在睡铺的墙上将逝去之人的名字刻了下来，现在字迹仍可辨认。不过这些小屋总体趋于朽烂而成危房的情况也引起了人们的担忧。
从罗斯海最终返回后极光号幸存的时间不足一年。沙克尔顿以10,000英镑的价格将之出售，随后它的角色便成了运煤船，装载煤块在澳大利亚与南美洲之间往来。在1918年1月2日左右，极光号在太平洋上消失，它或许淹没在风暴中，或许被敌对的袭击者击沉。当时在船上的水手长是詹姆斯·佩顿，在罗斯海支队时期做的是同样的工作。欧内斯特·怀尔德也是一战的受害者，1918年3月10日，他在马耳他死于伤寒，当时他正作为一名皇家海军成员在地中海地区服役。
1923年7月4号，乔治五世授予乔伊斯和理查兹阿尔伯特勋章以表彰他们在第二次建站时的英勇表现和救人行为。怀尔德和维克多·海沃德也被追授同样的奖章。大多数的幸存者此后的事业都非常成功。年轻的无线电操作员莱昂内尔·胡克进入澳大拉西亚混合无线电有限公司，1945年升任总经理，1962年又成为董事长，而且在1957年因为所作贡献被授予爵位。至于在拖运中幸存下来的四只狗，Con在与其他狗的争斗中被咬死，没赶上营救队的到来，其他三只Oscar, Gunner and Towser返回到了新西兰，被安置在惠灵顿动物园中，而且据称Oscar活到了25岁。作为罗斯海支队的最后一名幸存者，迪克·理查兹在晚年表示自己并无遗憾，也不认为大家的辛苦都是徒劳。相反他认为是人类伟大的精神得到了展示，而且任何坚持到最后的工作都不是一无所获的。